# Prosper De Cloedt
Prosper Arthur Corneille De Cloedt, né le 27 septembre 1878 à Koolkerke et décédé le 1er juillet 1955 à Bruxelles, fils d'Emmanuel De Cloedt, fut un homme politique libéral belge.
De Cloedt fut licencié en sciences commerciales, administrateur de sociétés et entrepreneur (dragage et brasseur). 
Il fut élu sénateur de l'arrondissement de Bruges dès 1923, en suppléance de Alphonse Dumon de Menten de Horne.

## Sources
- Liberaal Archief
- De Cloedt dredging